# Tolisa (Orašje)
Pour les articles homonymes, voir Tolisa.
Tolisa (en cyrillique : Толиса) est une localité de Bosnie-Herzégovine. Elle est située dans la municipalité d'Orašje, dans le canton de la Posavina et dans la fédération de Bosnie-et-Herzégovine. Selon les premiers résultats du recensement bosnien de 2013, elle compte 2 951 habitants.

## Géographie
La localité est située sur la rive droite de la Save.

## Histoire
Le couvent franciscain de Tolisa a été fondé dans la seconde moitié du XIXe siècle ; avec l'église de l'Assomption et un ensemble de biens mobiliers, il est inscrit sur la liste des monuments nationaux de Bosnie-Herzégovine ; parmi les biens mobiliers figurent notamment une collection de peintures, une collection d'archéologie, une collection de numismatique et une collection de vêtements ainsi qu'une bibliothèque.

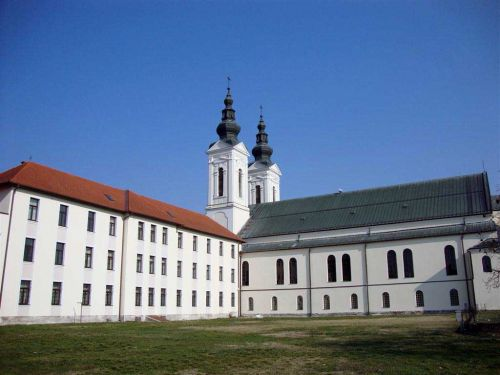
Autre vue du couvent

## Démographie

### Évolution historique de la population
| 1948 | 1953 | 1961  | 1971  | 1981  | 1991  | 2013  |
| ---- | ---- | ----- | ----- | ----- | ----- | ----- |
| -    | -    | 2 490 | 3 007 | 3 203 | 3 326 | 2 951 |

|  |